# Silaing Atas
Silaing Atas is een bestuurslaag in het regentschap Padang Panjang van de provincie West-Sumatra, Indonesië. Silaing Atas telt 2015 inwoners (volkstelling 2010).